# 慕利延
慕利延（？—452年），又作慕延、没利延，封西平王，為4－6世紀建立之吐谷渾第十一任統治者，他為乌纥堤的儿子，惠王慕璝弟弟，承襲慕璝擔任首領。
436年，慕璝卒，慕利延继为王。北魏任命他为镇西大将军，改封西平王。多次遣使南朝刘宋，刘宋封他为镇西将军、秦州、河州二州刺史，陇西王。439年，改封河南王。北魏灭北凉，势及河西，他惧怕西奔，魏太武帝安抚後，他才返回故地。444年，吐谷浑内乱，侄子纬代与魏国使者密谋归魏。他杀死纬代，纬代的弟弟叱力延等人到北魏，请求攻打慕利延。他被北魏晋王拓跋伏罗击败，逃到白兰（今青海都兰、巴隆一带）。侄子拾寅逃到河曲（今青海黄河河曲），从弟伏念率领一万三千人归降北魏。445年8月，在白兰、曼头山（今青海共和西南）被北魏高凉王打敗，西渡流沙，退到于闐。攻于闐，杀其王及部众数万人。南征罽賓（今克什米尔），并遣使至宋求援。446年，魏军撤离，始返故地復位。450年，向刘宋朝贡，请求从龙涸（今四川松潘）入刘宋避难，并献方物，获允。后来北魏撤军，没有迁徙。

## 子
- 繁暱，庶长子，宋文帝在元嘉十六年（439年）命他为抚军将军
- 瑍，嫡子，宋文帝在元嘉十六年（439年）命他为左将军、河南王世子
- 瓊